# Кечап
Реч кечап потиче од кинеске речи ке-тсиап који означава сос сличан ономе који се добија од ферментисаног зрна соје. То је популаран сос од парадајза, није само укусан додатак јелима већ је и врло здрав. Црвене је боје и једе се хладан. Основни састојци су парадајз, паприка, бели лук, першун, шећер, цимет, каранфилић, сирће. Заслађивач је најчешће шећер или фруктоза кукурузног сирупа. Зависно од типа рецепта зависи и који ће се зачини додати за прављење кечапа. У данашње време се не могу замислити нека јела без коришћења кечапа као премаза: пице, помфрит, топли сендвичи, кобасице, хамбургери, виршле, печена меса са роштиља свих врста и наравно многа друга јела за који кечап користите.
Кечап од парадајза се прави од парадајза, шећера и сирћета, са зачинима. Зачини и укуси се разликују, али обично укључују лук, алеву паприку, коријандер, каранфилић, ким, бели лук и сенф, а понекад укључују целер, цимет или ђумбир. Тржишни лидер у Сједињеним Државама (60% тржишног удела) и Уједињеном Краљевству (82%) је Хајнз Томато Кечап. Кечап од парадајза се најчешће користи као зачин за јела која се обично служе топла и пржена, или масна: помфрит и друга јела од кромпира, хамбургери, виршле, пилетина, топли сендвичи, пите са месом, кувана јаја, печено или пржено месо. Кечап се понекад користи као основа или као један од састојака у другим сосовима и преливима, а укус се може репликовати као адитивна арома за грицкалице, као што је чипс.

## Историја
До почетка 18. века, стони умак како су тада називали кечап, направљен је у малајској држави (данашња Малезија и Сингапур). Први кечап у тој регији је открио један британски истраживач. Многе варијанте кечапа су прављене, али она оригинална која је направљена од парадајза и која је нама данас позната, настала је читав једнан век након разноразних направљених умака. 1801. рецепт за парадајз кечап је израђен од стране Сенди Адисон, а касније је рецепт објављен у америчком штампаном кувару Слатка Кућа.

### Кечап од печурака
У Уједињеном Краљевству, кечап се историјски припремао са печуркама као примарним састојком, а не са парадајзом. Рецепти за кечап почели су да се појављују у британским, а потом и америчким куварима у 18. веку. Термин кечап се први пут појавио 1682. године. У Сједињеним Државама, кечап од печурака датира најмање из 1770. године, а припремали су га британски колонисти у Тринаест колонија.

### Парадајзни кечап
Створене су многе варијације кечапа, али верзија на бази парадајза се појавила тек око једног века након других врста. До средине 1850-их, инћуни су одбачени.
Џејмс Мис је 1812. објавио још један рецепт. Године 1824, рецепт за кечап који користи парадајз појавио се у The Virginia Housewife (утицајном кувару из 19. века коју је написала Мери Рандолф, рођака Томаса Џеферсона). Амерички кувари су такође почели да заслађују кечап у 19. веку.
Како је век одмицао, кечап од парадајза је почео да расте у популарности у Сједињеним Државама. Кечап је био популаран много пре свежег парадајза. Људи су мање оклевали да једу парадајз као део високо прерађеног производа који је био куван и натопљен сирћетом и зачинима.
Пољопривредници су локално продавали кечап од парадајза. Џонас Јеркес је заслужан као први Американац који га је продао у боци. До 1837, он је производио и дистрибуирао зачин на националном нивоу. Убрзо након тога, друге компаније су следиле њихов пример. Ф. & Ј. Хајнз су лансирали свој кечап од парадајза 1876. године. Хајнз кечап од парадајза је рекламиран: „Благословено олакшање за мајку и остале жене у домаћинству!“, слоган који је алудирао на дуготрајан процес потребан за производњу кечапа од парадајза у кући. Са индустријском производњом кечапа и потребом за бољим очувањем, дошло је до великог повећања садржаја шећера у кечапу, што је довело до типично слатко-киселе формуле данашњице. У Аустралији је тек крајем 19. века у сос од парадајза додат шећер, у почетку у малим количинама, али данас садржи исто колико и амерички кечап и само се у раним рецептима разликовао у размерама парадајза, соли и сирћета.
Модерни кечап се појавио у раним годинама 20. века, из дебате о употреби натријум бензоата као конзерванса у зачинима. Харви В. Вајли, „отац” Управе за храну и лекове у САД, оспорио је безбедност бензоата који је забрањен Законом о чистој храни и лековима из 1906. године. Као одговор, предузетници, укључујући Хенрија Џ. Хајнца, тражили су алтернативни рецепт који је елиминисао потребу за тим конзервансом. Кетрин Битинг, бактериолог која радила за Министарство пољопривреде САД, спровела је истраживање 1909. године које је показало да би повећање садржаја шећера и сирћета у производу спречило кварење без употребе вештачких конзерванса. Помагао јој је њен супруг Арвил Битинг, службеник те агенције.
Пре Хајнца (и његових колега иноватора), комерцијални кечапи од парадајза тог времена били су воденасти и ретки, делом зато што су користили незрели парадајз, који је имао мало пектина. Имали су мање сирћета од модерних кечапа; кишељењем зрелог парадајза, елиминисана је потреба за бензоатом без кварења или деградације укуса. Али промене вођене жељом да се елиминише бензоат такође су довеле до промена за које неки стручњаци (као што је Ендру Ф. Смит) верују да су биле кључне за успостављање кечапа од парадајза као доминантног америчког зачина.

### Касније иновације
У продавницама брзе хране, кечап се често даје у малим кесицама или посудама. Корисници цепају страну или врх и истискују кечап из пакетића кечапа или одлепе поклопац од фолије са посуде за умакање. Године 2011, Хајнз је почео да нуди ново паковање са мереним порцијама, названо „Умочите и исцедите” пакет, који се може отворити на било који начин, дајући обе опције.
У октобру 2000. Хајнц је представио производе од кечапа у боји под називом ЕЗ Сквирт, који су на крају укључили зелену (2000), љубичасту (2001), мистерију (ружичасту, наранџасту или тил боју, 2002) и плаву (2003). Ови производи су направљени додавањем боја за храну традиционалном кечапу. Од јануара 2006. ови производи су обустављени.

## Терминологија
Термин који се користи за сос варира. Кечап је доминантан израз у америчком енглеском и канадском енглеском, иако се catsup обично користи у неким јужним америчким државама и Мексику.
У Канади и САД, парадајз сос није синоним за кечап, већ је сос направљен од парадајза и који се обично користи у прављењу соса за тестенине.

## Врсте
Постоје три врсте кечапа:
- љути
- благи
- пица кечап

## Нутритивне вредности
Једна кашичица кечапа има 15 калорија, али све те калорије потичу из шећера. Кечап не садржи ни масти, ни протеине. Осим тога, овај прилог садржи изузетно много натријума (190 мг). Ипак, направљен је од парадајза, тако да садржи малу количину антиоксиданата.